# Dolichoderus inermis
Dolichoderus inermis är en myrart som beskrevs av Mackay 1993. Dolichoderus inermis ingår i släktet Dolichoderus och familjen myror. Inga underarter finns listade i Catalogue of Life.